# Convenzione di Bruxelles (1890)
La Conferenza di Bruxelles del 1890 (titolo completo: Convenzione di Bruxelles del 2 luglio 1890 sulla tratta degli schiavi e l'importazione in Africa di armi, munizioni e liquori) stabilì una serie di misure contro la schiavitù e fu firmata a Bruxelles il 2 luglio 1890 (ed entrò in vigore il 31 agosto 1891) per porre fine al commercio degli schiavi via terra come via mare per migliorare le condizioni morali e materiali di esistenza delle "razze native". I negoziati per questo atto nacquero durante la Conferenza anti-schiavitù di Bruxelles 1889–90 e fu specificamente applicabile a quei paesi "che hanno possedimenti o protettorati nel bacino convenzionale del Congo", all'Impero Ottomano e ad altre potenze o parti che erano coinvolte nella tratta degli schiavi nella costa dell'Africa orientale, nell'Oceano Indiano e in altre aree.
Ad esempio, l'articolo 21 descrive la zona in cui dovrebbero essere prese le misure, facendo riferimento alle "coste dell'Oceano Indiano (compresi il Golfo Persico e il Mar Rosso), il Belouchistan fino a Tangalane (Quilimane) ..." e il Madagascar. La legge prevedeva l'istituzione di un ufficio internazionale competente a Zanzibar.
Nell'art. 68, "le Potenze riconoscono l'alto valore della Legge sul divieto del traffico di schiavi dei neri, emanata da Sua Maestà l'Imperatore degli Ottomani il 4-16 dicembre 1889, e assicurano che un'azione di sorveglianza sarà intrapresa dalle Autorità ottomane, soprattutto nella parte occidentale dell'Arabia e sulle rotte che mantengono quella costa in comunicazione con altri possedimenti di Sua Maestà Imperiale in Asia". Azioni simili furono chiamate dallo Scià di Persia e dal Sultano di Zanzibar (artt. 69, 70). I partecipanti decisero anche di interrompere la vendita di pistole e altre armi agli africani.
Le parti dell'accordo furono:
- Austria-Ungheria
- Belgio
- Stato Libero del Congo
- Danimarca
- Francia
- Germania
- Italia
- Paesi Bassi
- Impero Ottomano
- Stato Sublime di Persia
- Portogallo
- Russia
- Spagna
- Zanzibar
- Svezia-Norvegia
- Regno Unito
- Stati Uniti d'America

L'Atto di Bruxelles è stato integrato e rivisto dal Trattato di Saint-Germain-en-Laye firmato dalle potenze alleate della prima guerra mondiale il 10 settembre 1919.